# Honorat de Bueil de Racan

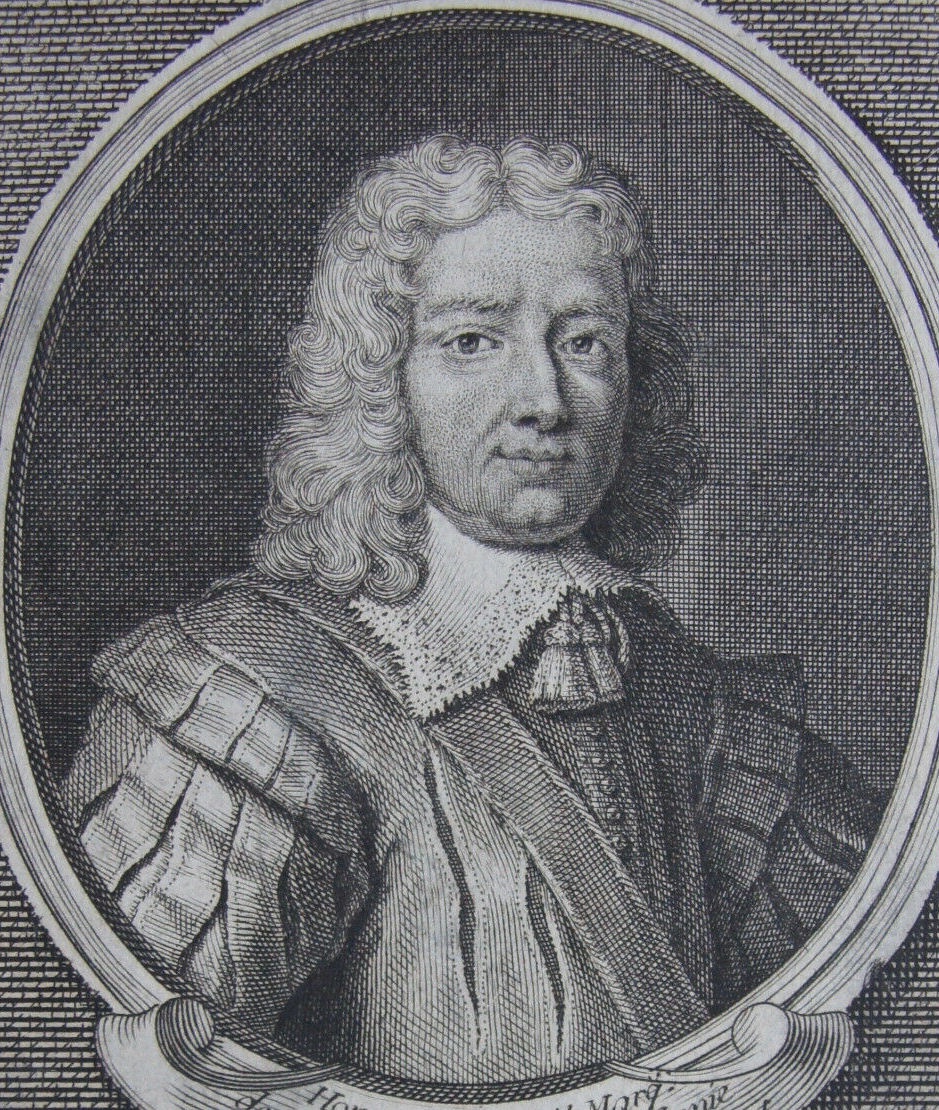
Honorat de Bueil de Racan.

Honorat de Bueil, señor de Racan (Chateau de Champmarin, Maine, 1589-1670) pertenecía a una familia de militares y sirvió en el Arma de Caballería. Pasó su niñez en Turena, donde no destacó en los estudios. Perdió a sus padres en 1602. Ingresó como paje en la corte de Enrique IV a través del conde de Bellegarde, familiar suyo que fue también su tutor. Fue junto a François Maynard uno de los discípulos más conocidos de Malherbe, a quien conoció en 1605. A pesar de la animación que acompaña la vida militar, Racan se sintió más atraído por la vida campestre y solitaria, que alabará en sus Estancias para el retiro (1618) y en sus Pastorelas (en francés Bergeries). A pesar del éxito que alcanzó, siguió apartado de la vida mundana en sus tierras de Turena. Es autor de unas ochenta odas, estancias y sonetos.
- Datos: Q2428109
- Multimedia: Honorat de Bueil de Racan / Q2428109